# Gregory Clark (Ökonom)
Gregory Clark (* 19. September 1957 in Bellshill, Schottland) ist ein britischer Ökonom. Er ist Professor für Wirtschaftswissenschaften an der University of California, Davis.

## Leben
Clark schloss 1979 sein Studium der Ökonomie und Philosophie an der Cambridge University mit einem B.A. ab. Seinen Ph.D. in Ökonomie erhielt er 1985 von der Harvard University. Danach arbeitete er als Professor an der Stanford University und der University of Michigan. Seit 1990 ist er Professor an der University of California in Davis.

## Arbeit
Clark primäres Forschungsfeld ist die Wirtschaftsgeschichte und insbesondere die Industrielle Revolution.

## A Farewell to Alms
2007 veröffentlichte Clark A Farewell to Alms, worin er seine Theorie zur Entstehung der industriellen Revolution darlegt. Clark beschreibt im ersten Teil die Welt vor der industriellen Revolution als gefangen in einer Malthusianischen Ökonomie. Drei Annahmen liegen diesem Modell zugrunde:
- Die Geburtenrate steigt mit steigendem Lebensstandard.
- Die Sterberate sinkt mit steigendem Lebensstandard.
- Der Lebensstandard sinkt mit steigender Bevölkerung.

Diese Annahmen implizieren, dass der Lebensstandard nur durch eine niedrigere Geburtenrate oder durch eine höhere Sterberate verbessert werden kann. Höhere Geburtenraten und niedrigere Sterberaten bewirken einen Rückgang des Lebensstandards. Technischer Fortschritt führt lediglich zu einer kurzfristigen Verbesserung des Lebensstandards, der von einer wachsenden Bevölkerung wieder auf das Ursprungsniveau zurückgeholt wird.
Clark zeigt anhand umfangreichen historischen Datenmaterials, dass diese Implikationen der Realität der Menschheit vor 1800 entsprochen haben. So ergab sich trotz einem erheblichen akkumulierten technischen Fortschritt seit Anfang der Menschheitsgeschichte keine Verbesserung des Lebensstandards. Der Lebensstandard im England des 18. Jahrhunderts unterschied sich nicht von dem der Steinzeit oder heutiger Wildbeuter, in China war er sogar niedriger. Europa hatte einen höheren Lebensstandard als Ostasien, da es durch schlechtere Hygiene eine höhere Sterberate hatte. Krieg, Gewalt und Krankheit erhöhten den Lebensstandard. Frieden, Gesundheit und Soziale Sicherheit verschlechterten den Lebensstandard.
Clark beschreibt einige unüberwindbare Probleme der Anwendung vorhandener Theorien (Exogene Wachstumstheorien, Multiple Gleichgewichte und Endogene Wachstumstheorien) zur Erklärung der Industriellen Revolution. Stattdessen sei es wahrscheinlicher, dass der Malthusianischen Ökonomie inhärente Faktoren die Kultur und die Gene) der Menschen veränderten. Die Malthusianische Ökonomie insbesondere Englands belohnte Eigenschaften wie Fleiß, Geduld, Lesefähigkeit und Gewaltlosigkeit. Die durch einen darwinistischen Prozess (Survival of the Richest) evolvierte englische Oberschicht verbreitete diese Eigenschaften durch Sozialen Abstieg, der sich aus den höheren Sterberaten und der geringeren Fertilität der unteren sozialen Schichten ergeben habe. Mit der ausreichenden Verbreitung dieser Eigenschaften in der ganzen Gesellschaft begann die für die Industrielle Revolution und die resultierende rapide Steigerung des Lebensstandards notwendige massive Akkumulation von Innovationen.
Im dritten Teil des Buchs analysiert Clark mögliche Erklärungen für die zwischenstaatliche Divergenz im Pro-Kopf-Einkommen seit der Industriellen Revolution. Dabei zeigt er, dass sich die Unterschiede im Einkommen in erster Linie auf die Qualität des Produktionsfaktors Arbeit zurückführen lassen. Beim Vergleich der britischen und indischen Textilindustrie wird deutlich, dass indische Unternehmen mehr Arbeiter pro Textilmaschine beschäftigen mussten als britische. Der Grund hierfür liege vermutlich in Unterschieden in Arbeitsethik und Disziplin. Ein weiterer Grund für die Divergenz sei die Möglichkeit, durch medizinische Fortschritte Einkommen unterhalb der Subsistenz und des vorindustriellen Niveaus zu halten. Drittens könnten moderne Technologien qualitativ hochwertige Arbeit zusätzlich belohnen. Die Evidenz sei jedoch insgesamt zu schwach, um diese und andere Erklärungsansätze ausreichend zu untermauern.

### Rezeption
Das Buch rief eine intensive Diskussion in der Wissenschaftsgemeinde und in der internationalen Medienlandschaft hervor. In erster Linie wurde Clarks Theorie des Survival of the Richest als Erklärung der Industriellen Revolution sowie der an das Werk Max Webers erinnernde Fokus auf kulturelle Unterschiede zwischen Gesellschaften diskutiert. Zudem wurde seine Vernachlässigung der in den Wirtschaftswissenschaften stark verbreiteten Institutionenökonomik kritisiert. Der deutsche Historiker André S. Steiner bescheinigt Clark, eine gut lesbare Übersicht über die Wirtschaftsgeschichte verfasst zu haben, kritisiert aber die sozialdarwinistischen Argumentationsweise.

## Bücher
- A Farewell to Alms. A Brief Economic History of the World. Princeton University Press, Princeton u. a. 2007. ISBN  978-0-691-14128-2. Google Books
- The Son Also Rises: Surnames and the History of Social Mobility. Princeton University Press, Princeton 2014, ISBN 978-0-691-16254-6.

## Wissenschaftliche Veröffentlichungen
- Authority and Efficiency. The Labor Market and the Managerial Revolution of the Late Nineteenth Century. In: Journal of Economic History. Band 44, Dezember 1984, S. 1069–1083.
- Why Isn't the Whole World Developed? Lessons from the Cotton Mills. In: Journal of Economic History. Band 47, März 1987, S. 141–173.
- Productivity Growth Without Technical Change in European Agriculture Before 1850. In: Journal of Economic History. Band 47, Juni 1987, S. 419–432.
- The Cost of Capital and Medieval Agricultural Technique. In: Explorations in Economic History. Band 25, Juli 1988, S. 265–294.
- Yields per Acre in English Agriculture 1266–1860. Evidence from Payments to Labour. In: Economic History Review. August 1991, S. 445–460.
- Labour Productivity in English Agriculture, 1300–1860. In: B. M. S. Campbell und Mark Overton: Agricultural Productivity in the European Past. Manchester University Press, Manchester 1991, S. 211–235.
- The Economics of Exhaustion, the Postan Thesis, and the Agricultural Revolution. In: Journal of Economic History. Band 52, März 1992, S. 61–84.
- Economic Growth in Theory and History. A Review Essay. In: Theory and Society. 1993, S. 871–886.
- Agriculture and the Industrial Revolution, 1700–1850. In: Joel Mokyr (Hrsg.): The British Industrial Revolution. An Economic Assessment. Westview Press, Boulder, Colorado 1993, S. 227–266.
- Factory Discipline. In: Journal of Economic History. Band 54, März 1994, S. 128–163.
- mit Michael Huberman und Peter Lindert: A British Food Puzzle. In: Economic History Review. Band 68, Mai 1995, S. 215–237.
- The Political Foundations of Modern Economic Growth. England, 1540–1800. In: Journal of Interdisciplinary History. Band 26, Spring 1996, S. 563–588. Nachdruck in: Robert I. Rotberg (Hrsg.): Social Mobility and Modernization. A Journal of Interdisciplinary History Reader. MIT Press, Cambridge, Mass 2000.
- A Precocious Infant. The Grain Market in England 1207–1770. In: G. Federico, J. Ljundberg, K. G. Persson und L. Schon (Hrsg.): Integration of Commodity Markets in History. 1998.
- The Charity Commissioners as a Source in English Economic History. In: Research in Economic History. Band 18, 1998, S. 1–52.
- mit Ysbrand van der Werf: Work in Progress. The Industrious Revolution? In: Journal of Economic History. Band 58, Nr. 3, September 1998, S. 830–843.
- Land Hunger. Land as a Commodity and as a Status Good in England, 1500–1910. In: Explorations in Economic History. Band 35, Nr. 1, Januar 1998, S. 59–82.
- Commons Sense. Common Property Rights, Efficiency, and Institutional Change. In: Journal of Economic History. Band 58, Nr. 1, März 1998, S. 73–102.
- Too Much Revolution. Agriculture and the Industrial Revolution, 1700–1860. In: Joel Mokyr (Hrsg.): The British Industrial Revolution. An Economic Assessment. 2. Auflage, Westview Press, Boulder, Colorado 1999, S. 206–240
- mit Susan Wolcott: Why Nations Fail. Managerial Decisions and Performance in Indian Cotton Textiles, 1890–1938. In: Journal of Economic History. Band 59, Nr. 2, 1999, S. 397–423.
- Debt, Deficits, and Crowding Out. England, 1727–1840. In: European Review of Economic History. Band 5, Nr. 3, Dezember 2001, S. 403–436.
- mit Anthony Clark: The Enclosure of English Common Lands, 1475–1839. In: Journal of Economic History. Band 61, Nr. 4, Dezember 2001, S. 1009–1036.
- Farm Wages and Living Standards in the Industrial Revolution. England, 1670–1870. In: Economic History Review. Band 54, Nr. 3, August 2001, S. 477–505.
- Shelter from the Storm. Housing and the Industrial Revolution, 1550–1912. In: Journal of Economic History. Band 62, Nr. 2, Juni 2002.
- Farmland Rental Values and Agrarian History. England and Wales, 1500–1912. In: European Review of Economic History. Band 6, Nr. 3, Dezember 2002, S. 281–309.
- mit Susan Wolcott: One Polity, Many Countries. Economic Growth in India, 1873–2000. In: Dani Rodrik (Hrsg.): Frontiers of Economic Growth. Princeton University Press, Princeton 2003.
- mit Robert Feenstra: Technology in the Great Divergence. In: Michael Bordo, Alan M. Taylor, Jeffrey G. Williamson (Hrsg.): Globalization in Historical Perspective. University of Chicago Press for the NBER, Chicago 2003.
- The Price History of English Agriculture, 1209–1914. In: Research in Economic History. Band 22, 2004, S. 41–124.
- mit Eric Jamelske: The Efficiency Gains from Site Value Taxes. The Tithe Commutation Act of 1836. In: Explorations in Economic History. Band 42, Nr. 2, 2005, S. 282–309.
- Human Capital, Fertility and the Industrial Revolution. In: Journal of the European Economic Association. Band 3, Nr. 2–3, 2005, S. 505–515.
- The Condition of the Working-Class in England, 1209–2004. In: Journal of Political Economy. Band 113, Nr. 6, Dezember 2005, S. 1307–1340.
- mit Gillian Hamilton: Survival of the Richest. The Malthusian Mechanism in Pre-Industrial England. In: Journal of Economic History. Band 66, Nr. 3, September 2006, S. 707–736.
- What made Britannia great? How much of the rise of Britain to world dominance by 1850 does the Industrial Revolution explain? In: Tim Hatton, Kevin O’Rourke und Alan Taylor (Hrsg.): Comparative Economic History. Essays in honor of Jeffrey Williamson. MIT Press, Cambridge, Mass. 2007, S. 33–57.
- The Long March of History. Farm Wages, Population and Economic Growth, England 1209–1869. In: Economic History Review. Band 60, Nr. 1, Februar 2007, S. 97–136.
- mit David Jacks: Coal and the Industrial Revolution, 1700–1869. In: European Review of Economic History. Band 11, Nr. 1, April 2007, S. 39–72.
- A Review of Avner Greif’s, Institutions, and the Path to the Modern Economy. In: Journal of Economic Literature. Band XLV, September 2007, S. 727–743.